# Măgura (gmina Bezdead)
Măgura – wieś w Rumunii, w okręgu Dymbowica, w gminie Bezdead. W 2011 roku liczyła 423 mieszkańców.